# Evabritta Wallberg
Eva Britta (Evabritta) Gerda Wallberg, född Personne den 18 september 1936 i Bromma församling i Stockholm är en svensk arkivarie.

## Biografi
Wallberg blev filosofie kandidat vid Stockholms högskola 1959, filosofie magister 1961 och filosofie licentiat 1966. Hon tjänstgjorde 1959–2001 vid Krigsarkivet: 1959–1966 som extra amanuens, 1966–1972 som arkivarie, 1972–1989 som förste arkivarie och sektionschef och 1989–2001 som arkivråd. Hon tjänstgjorde därtill som militärhistoriker vid Militärhögskolan 1969–1971 och vid Försvarshögskolan 1980.
Evabritta Wallberg var sekreterare i Svenska arkivsamfundet 1973–1983, sekreterare i Nya Idun 1982–1987 och ledamot av styrelsen för Föreningen Armé-, Marin- och Flygfilm 1983–2001. Åren 2001–2002 var hon expert i Säkerhetstjänstkommissionen. Hon invaldes 1980 som ledamot av Kungliga Samfundet för utgivande av handskrifter rörande Skandinaviens historia, 1998 som ledamot av Personhistoriska Samfundet och 2004 som ledamot av Kungliga Krigsvetenskapsakademien.

### Familj
Hon var från 1973 gift med Börje Wallberg (1923–2014).